# Steinhaus (Nesse)
Das Steinhaus in Nesse, einem Ortsteil der ostfriesischen Gemeinde Dornum, ist eine der ältesten erhaltenen Burgen Ostfrieslands. Der heute zweigeschossige Bau wurde vermutlich im 14. Jahrhundert als freistehendes Wohnhaus (Häuptlingssitz) im Typus ostfriesischer Steinhäuser neben der örtlichen Kirche errichtet. Die Kirchengemeinde nutzte es über mehrere Jahrhunderte als Pfarrhaus. Das Gebäude steht unter Denkmalschutz und befindet sich seit 2021 in Privatbesitz.

## Baugeschichte
Nesse ist eine im 9./10. Jahrhundert auf einer Langwarft entstandene Handelssiedlung an der ehemaligen Hilgenrieder Bucht. Diese verlandete während des Mittelalters. Spätestens um die Mitte des 13. Jahrhunderts war Nesse vom Wasser abgeschnitten und wurde danach ein reines Bauerndorf.
Wann der Bau des Steinhauses begann ist unklar. Vermutlich ließen es Grundherren im 14. Jahrhundert als Häuptlingssitz errichten. Die ältesten Balken werden im Ergebnis von Bohrkernuntersuchungen auf das Jahr 1342 datiert. Zunächst war das Gebäude wohl viel höher. Oben wurde es im 16. Jahrhundert an der Traufe gekürzt. Der Keller stand vermutlich zunächst frei und bildete das Erdgeschoss. Möglicherweise wurde das Steinhaus mit einem Wassergraben umgeben, mit dessen Aushub der zunächst frei stehende Keller angeschüttet wurde.
Um 1510 gelangte das Steinhaus in den Besitz der Kirchengemeinde Dornum, die es bis 1512 umbauen und in seiner Höhe kürzen ließ. Dabei entstand zwischen 1510 und 1512 der noch heute vorhandene Dachstuhl. Seither ist der Bau zweigeschossig und verfügt über steile Giebel. Die heutigen Eigentümer vermuten, dass das Gebäude gekürzt wurde, damit es nicht höher als die benachbarte Kirche ist.

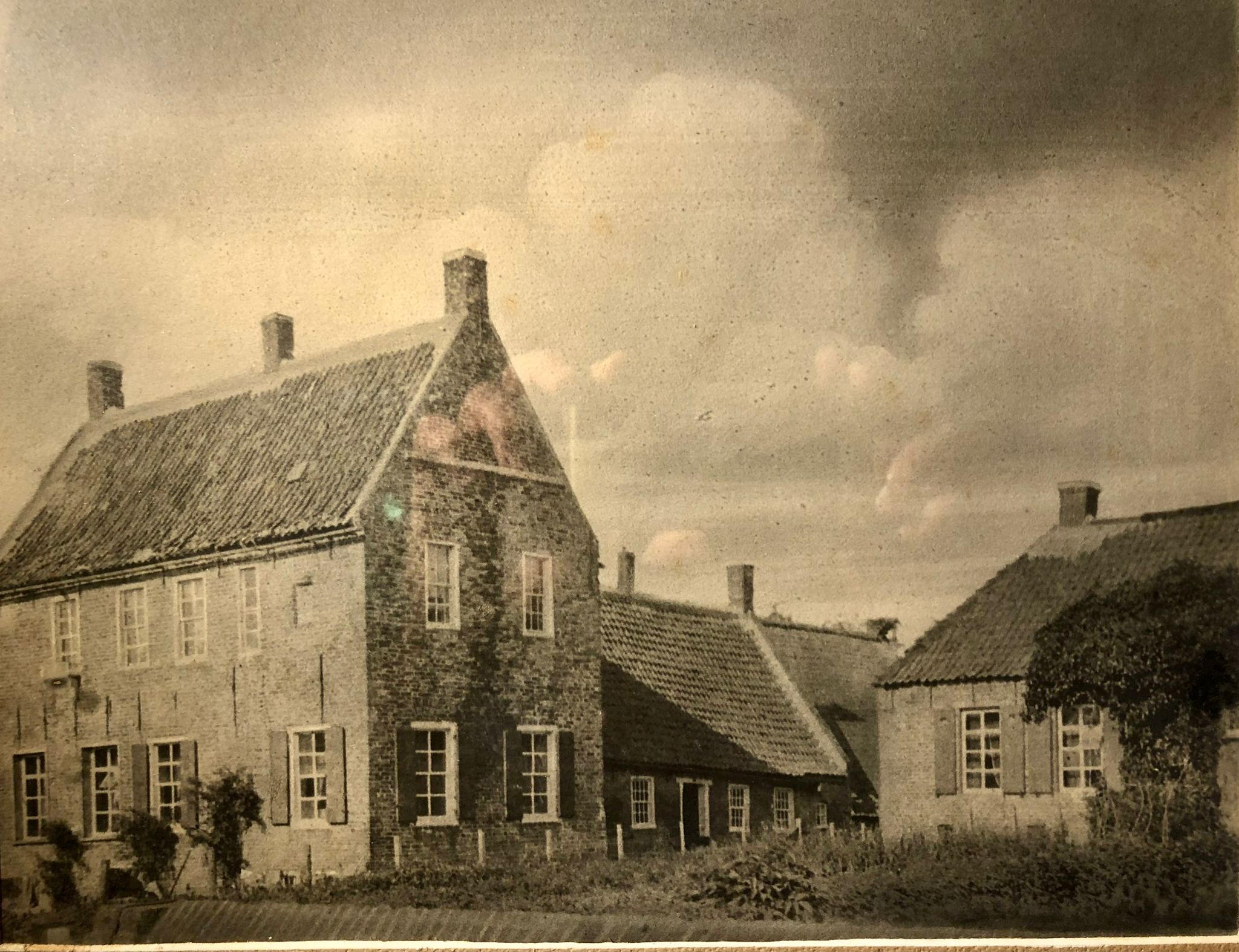
Das Steinhaus um 1890 (mit dem vorgebauten Nordflügel von 1727).

1727 erhielt das Gebäude im Norden einen Seitenflügel. Dieser wurde 1911 abgetragen und durch ein Pfarrhaus ersetzt, das 1961 wieder abgerissen wurde.
1965 wurde das Gebäude auf Initiative der Ostfriesischen Landschaft instand gesetzt. Von 2020 bis 2022 renovierten die heutigen Besitzer das Steinhaus grundlegend. Dabei ließen sie die ehemals vorhandenen und später zugemauerten spätgotischen Kreuzstockfenster teilweise wieder öffnen.

## Nutzungsgeschichte
Von 1510 bis 1957 diente das Gebäude als Pfarrhaus, anschließend bis 1990 als Gemeindehaus und danach bis 1995 als Jugendclub. Seither stand es leer, bis die heutigen Besitzer das Anwesen 2021 erwarben und seit 2022 bewohnen.

## Baubeschreibung
Das Steinhaus von Nesse ist ein zweigeschossiges, freistehendes Steinhaus mit steilem Satteldach. Im Nord- und im Südgiebel befindet sich je ein Schornstein. Über den vorhandenen vier Fenstern im Nordgiebel sind schmale, zugemauerte Öffnungen mit Segmentbögen aus dem 15. Jahrhundert zu sehen. Darüber befindet sich eine Rollschicht aus Ziegelformsteinen. In der westlichen Traufwand gibt es nachträglich geschlossene schmale Fensteröffnung mit Sandsteinsturz.
Der Zugang erfolgte ursprünglich durch ein aus Formsteinen gestaltetes gotisches Rundbogenportal an der Nordseite. Daneben ist ein auf 1727 datierter Sturz einer vermauerten Tür zu sehen.